# Louâtre
Louâtre es una comuna francesa situada en el departamento de Aisne, de la región de Alta Francia.

## Geografía
Está ubicada a 14 km al sur de Soissons.

## Demografía
| 253 | 197 | 169 | 191 | 203 | 216 | 211 | 208 |
| Para los censos de 1962 a 1999 la población legal corresponde a la población sin duplicidades (Fuente: INSEE [Consultar]) |     |     |     |     |     |     |     |